# Сделката (сериал)
Сделката (на корейски: 거래, на английски: The Deal или The Perfect Deal) е южнокорейски сериал с участието на Ю Сънг Хо, Ю Су Бин, Ким Донг Хуи и И Джу Йонг.
Базиран на едноименния уебкомикс от Woonam 20, сериалът разказва за двама млади мъже, които отвличат свой приятел за откуп.
Премиерата му се състои в секцията On Screen на 28-ия Международен филмов фестивал в Пусан на 5 октомври 2023 г., където са прожектирани 3 от общо 8-те епизода.
Минисериалът е единствената корейска драма, поканена на третото издание на Международния филмов фестивал Червено море (Red Sea International Film Festival) в Джида, Саудитска Арабия – едно от най-престижните събития в света на киното, където са прожектирани първите три епизода от драмата.
Предлага се за стрийминг от 6 октомври 2023 г. на Wavve в Южна Корея, friDay Video в Тайван и Viki в избрани региони.

## Сюжет
Сделката разказва историята на трима бивши съученици – И Джун Сонг, Сонг Дже Хьо и Пак Мин У, които се срещат отново след завършване на училище.
Джун Сонг и Дже Хьо са затънали във финансови затруднения.
В гимназията И Джун Сонг (Ю Сънг Хо) е бил обещаващ футболист. Но принуден да загърби спортната си кариера, сега е погълнат от планина от дългове и тормозен от лихвари. Животът му е бъркотия и той се опитва да започне начисто. Но се забърква в отвличане, което е инициирано от неговия приятел Сонг Дже Хьо.
Сонг Дже Хьо (Ким Донг Хуи), в момента студент по медицина, е изправен пред лична криза в живота си. За да избяга от проблемите си, той има нужда от един милиард вона, които се надява да получи, като отвлече Пак Мин У – единствено дете на богати родители…
Пак Мин У (Ю Су Бин), от друга страна, е от богато семейство и няма финансови притеснения. Докато той се свлича на масата в пиянския си ступор, бившите му съученици кроят план. Те решават да симулират отвличане в опит да съберат парите, от които и двамата се нуждаят.
Но нещата бързо вземат неочакван обрат. Те не знаят, че свидетел е видял ключови събития, които биха могли да объркат плановете им... Последвалите усложнения водят и тримата по мрачен и бурен път.

## Актьорски състав
- Ю Сънг Хо – И Джун Сонг
- Ким Донг Хуи – Сонг Дже Хьо
- Ю Су Бин – Пак Мин У
- И Джу Йонг – Ча Су Ан
- Пек Джи Уон – като майката на Мин У
- Шим Йонг Ън
- Чонг Йонг Чу
- У Джи Хьон